# Leslie Feinberg
Leslie Feinberg (geboren am 1. September 1949 in Kansas City, Missouri; gestorben am 15. November 2014 in Syracuse, New York) war eine US-amerikanische Literaturschaffende und galt neben Sylvia Rivera und Marsha P. Johnson als eine der bekanntesten Personen der US-amerikanischen Trans-Liberation- und LGBT-Bewegung.

## Leben
Leslie Feinberg wuchs in Buffalo, New York, in einer jüdischen Arbeiterfamilie auf und begann im Alter von 14 Jahren in der Schilderabteilung eines örtlichen Kaufhauses zu arbeiten. In dieser Zeit entdeckte Feinberg das gesellschaftliche Leben der Schwulenbars in Buffalo.
Feinberg war führendes Mitglied der amerikanischen Workers World Party und Hauptredakteur der Zeitschrift Workers World. Des Weiteren war Feinberg auf der Camp Trans engagiert und erhielt den Ehrendoktor von der Starr King School for the Ministry für die Arbeiten im Bereich Transgender und soziales Engagement. Feinberg schrieb über LGBT-Themen. Für den Roman Stone Butch Blues erhielt Feinberg 1994 sowohl den Stonewall Book Award als auch den Lambda Literary Award. Dieser Roman ist nicht autobiographisch.
Feinberg wirkte in Rosa von Praunheims Film Transexual Menace (1996) mit.
Feinberg wurde weiblich geboren und unterzog sich im Erwachsenenalter zeitweilig einer Behandlung mit männlichen Hormonen. Feinbergs Lebensgefährtin war die lesbische Dichterin Minnie Bruce Pratt.

## Werke
- Transgender Liberation: A Movement Whose Time Has Come, 1992, World View Forum, ISBN 0-89567-105-0
- Stone Butch Blues, 1993, San Francisco: Firebrand Books, ISBN 1-55583-853-7
  - Stone Butch Blues, Deutsch von Claudia Brusdeylins. 1996, Berlin: Verlag Krug & Schadenberg, ISBN 978-3-930041-35-0 (vormals unter dem Titel Träume in den erwachenden Morgen)
- Transgender Warriors: Making History from Joan of Arc to Dennis Rodman, 1996, Boston: Beacon Press. ISBN 0-8070-7941-3
- Trans Liberation: Beyond Pink or Blue, 1999, Beacon Press, ISBN 0-8070-7951-0
- Drag King Dreams, 2006, New York: Carroll & Graf, ISBN 0-7867-1763-7

## Forschungsliteratur
- Judith Halberstam (1996): Lesbian Masculinity. Or, Even Stone Butches Get the Blues, in: Women & Performance. A Journal of Feminist Theory, Vol. 8 No. 2, S. 61–73.
- Cat Moses (1999): Queering Class. Leslie Feinberg's Stone Butch Blues, in: Studies in the Novel, Vol. 31 No. 1, S. 74–97.
- Nadyne Stritzke (2011): Subversive literarische Performativität. Die narrative Inszenierung von Geschlechtsidentitäten in englisch- und deutschsprachigen Gegenwartsromanen. Inhaltsverzeichnis, darin Kapitel 4: Leslie Feinbergs Stone Butch Blues (1993). Aufklärung und Subversion (transgender-)sexueller Begehrens- und Identitätsstrukturen, S. 251–264. Wissenschaftsverlag Trier, Trier, ISBN 9783868213003